# Bejsment.com
Bejsment.com – polskojęzyczny portal internetowy w Kanadzie, z siedzibą w mieście Mississauga, prowadzony przez firmę Wiadomosci Press Inc.  

## Działalność
Portal powstał w kwietniu 2012 roku, na bazie polonijnego tygodnika „Wiadomości”. Służy głównie społeczności skupionej wokół tzw. Wielkiego Toronto (GTA), stając się znanym źródłem informacji o Kanadzie, zapewniając lokalne serwisy informacyjne oraz platformę reklam i ogłoszeń. Zawiera bieżące wiadomości z Kanady, artykuły o charakterze publicystycznym, wywiady i użyteczne poradnictwo.
Serwis łączy treści redakcyjne i wpisy blogerów. 
Przeszukiwalna baza danych obejmuje ponad 20 tys. artykułów. Są one często wykorzystywane przez media w Polsce i innych krajach, a tworzą je dziennikarze związani z tygodnikiem „Wiadomości”. Założycielem i redaktorem naczelnym jest Krzysztof Bednarczyk.
Portal oferuje największą bazę ogłoszeń na rynku polonijnych mediów w Kanadzie z następującymi kategoriami: Praca, Kupno/Sprzedaż, Usługi, Nieruchomości, Towarzyskie itp. Ogłoszenia drobne mogą ukazywać się równocześnie w „Wiadomościach” oraz na antenie Radia 7. Katalog ogłaszających się polskich firm w Kanadzie obejmuje blisko 400 pozycji.
Według Google Analytics z serwisu korzysta blisko 20 tys. unikatowych użytkowników, którzy generują ponad 245 tys. odsłon miesięcznie (2023).